# کلیسای سنت نیکولاس، ابینگدن
کلیسای سنت نیکولاس، ابینگدن (انگلیسی: St Nicolas' Church, Abingdon) در ابینگدن، آکسفوردشر در انگلستان قرار دارد. این کلیسا در سال ۱۱۷۰ به نظام سنت بندیکت اضافه شد و در ۱۱۷۷ توسط الکساندر سوم (پاپ) به ثبت رسید.